# Schloss Boulainvilliers

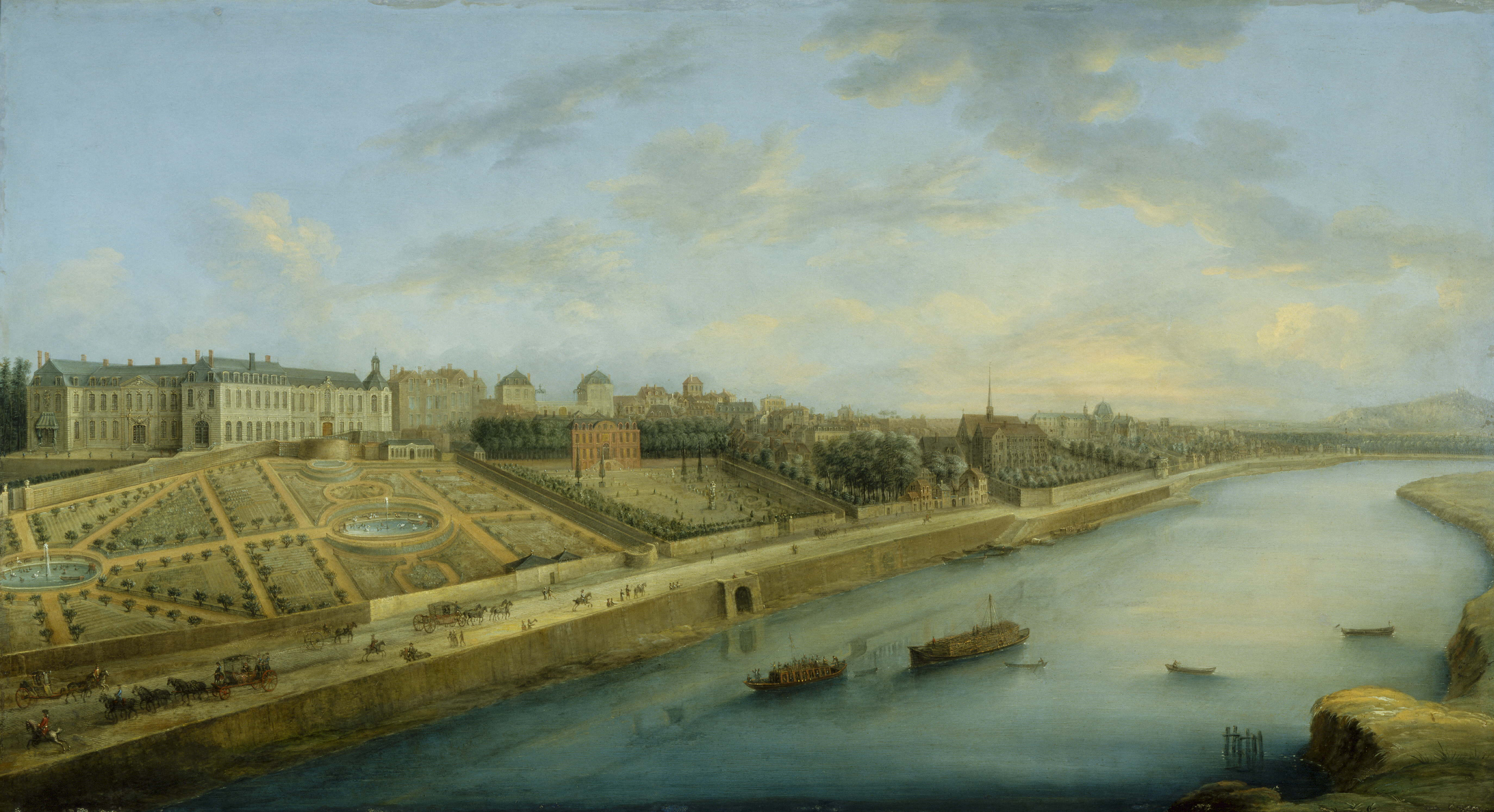
Passy und Chaillot von Grenelle aus gesehen, Charles Léopold Grevenbroeck, um 1743, Musée Carnavalet

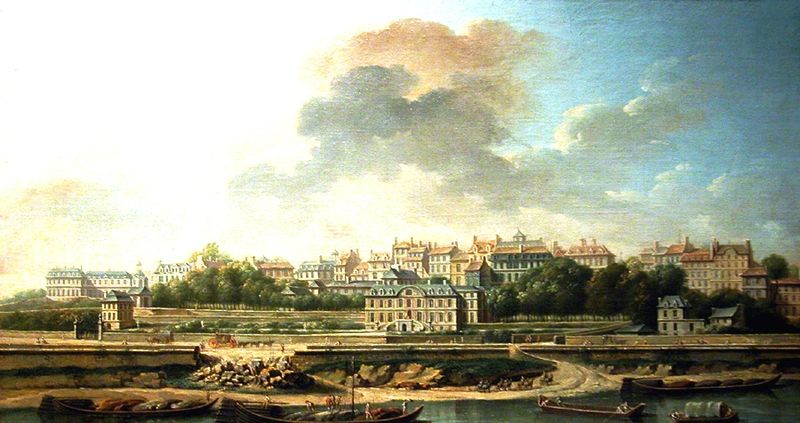
Passy von der Seine aus gesehen, in der Bildmitte das Schloss, 18. Jahrhundert

Das Schloss Boulainvilliers oder (bis 1745) Schloss Passy ist ein ehemaliges Schloss in der Gemeinde Passy, die heute zum 16. Arrondissement von Paris gehört.

## Lage
Das Schloss Passy bzw. Boulainvilliers befand sich (nach den aktuellen Bezeichnungen) im Quartier d’Auteuil an der Einmündung der Rue des Marronniers in die Rue Raynouard und war nach einem U-förmigen, nach Nordwesten hin offenen Grundriss gebaut (siehe Zeichnung). Die Südostseite des Schlosses wurde von der heutigen Rue Raynouard und seine Nordostseite von der Rue des Vignes gesäumt. Zum Schloss gehörte ein großer Park, der sich von der Seine (im Südosten) bis zur Avenue Mozart (im Nordwesten), von der Rue des Vignes (im Nordosten) bis zur Rue de l’Assomption (im Südwesten) erstreckte. Auf dem Gelände nahe der Seine befindet sich nun das Maison de la Radio, das Funkhaus von Radio France. In der Nachbarschaft lagen die Domaine de la Tuilerie und das Hôtel de Lamballe.

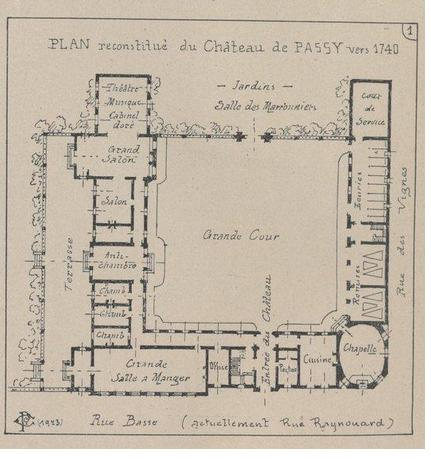
Plan des Schlosses Passy, um 1740, Chevenier, S. 18

## Geschichte
Die heutige Rue de Boulainvilliers befindet sich an der Stelle eines alten Weges, der zur 1381 errichteten Burg der Herren von Passy führte.
Im April 1722 kaufte Samuel Bernard, der Finanzier des Königs Ludwig XIV., die Herrschaft Passy und überließ sie seiner Geliebten Manon Dancourt, Madame de Fontaine, zu Nutzung; er gab danach noch 300.000 Livres aus, um das zugehörige Schloss zu restaurieren und einen französischen Garten anzulegen. Diesen Auftrag erteilte er dem Architekten Jules-Robert de Cotte.
Als Samuel Bernard 1739 starb, hinterließ er Passy Manon Dancourt, die es jedoch im selben Jahr an Gabriel Bernard, Comte de Rieux, den Sohn Samuel Bernards, weiterverkaufte.
Gabriel Bernard de Rieux wohnte dort bis zu seinem Tod im Jahr 1745. Beerbt wurde er von seinem Sohn Anne Gabriel Bernard (1724–1798), der den Namen Boulainvilliers annahm, der sowohl von der Familie seiner Mutter als auch von der Familie seiner zweiten Ehefrau stammte.
Anne Gabriel de Boulainvilliers (1724–1798) vermietete das Schoss 1747 auf Lebenszeit an den Steuerpächter Alexandre Le Riche de La Pouplinière (1693–1762), der dort ein mondänes Leben führte und eine Gesellschaft von Künstlern, Schriftstellern und Grandseigneurs empfing. 1755 fügte er dem Schloss ein Theater oder Musikkabinett hinzu, das Théâtre Le Ranelagh, in dem Jean-Philippe Rameau ein Orchester leitete, das nach seinem Tod (1764) François-Joseph Gossec übernahm.
Anne Gabriel de Boulainvilliers nahm das Schloss wieder in Besitz und bewohnte es erneut bis 1769, als er es (erneut auf Lebenszeit) an den Duc de Penthièvre (1725–1793)vermietete. Dieser bewohnte es bis zu seinem Tod zusammen mit seiner unglücklich verheirateten Tochter Marie-Adélaïde de Bourbon (1753–1821). Seine Schwiegertochter, die Princesse de Lamballe (1749–1792), kaufte 1783 das benachbarte Hôtel particulier, das noch heute den Namen Hôtel de Lamballe trägt.
1794, nach dem Tod des Duc de Penthièvre, verkaufte Anne Gabriel de Boulainvilliers das Anwesen, das von der Revolution unberührt blieb. Allerdings wurde im Jahr 1815 der Park des Anwesens von ausländischen Truppen verwüstet.

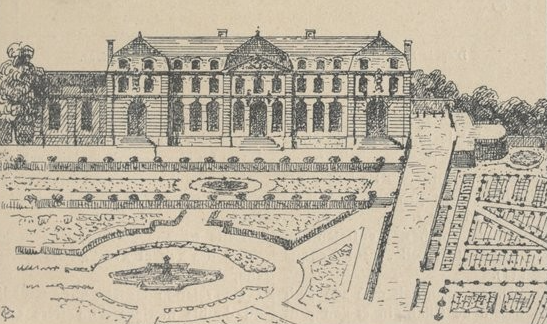
Schloss Passy, 1740, von Auteuil aus gesehen, Chevenier, S. 19
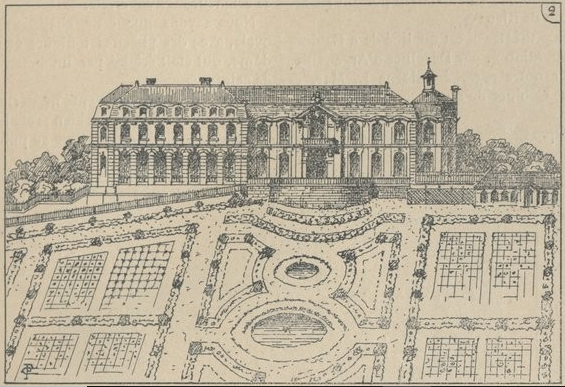
Schloss Passy, 1740, von der Seine aus gesehen, Chevenier, S. 19

## Das Quartier Boulainvilliers
Das Schloss Boulainvilliers wurde am 10. März 1825 vom Notar Cabal-Castel an die Firma Roëhn verkauft, die das Schloss abriss, Straßen anlegen ließ, das Gelände des Parks parzellierte, die Parzellen an Bauunternehmer weiterverkaufte, die den neuen Stadtteil Boulainvilliers schufen. Die Rue du Ranelagh wurde bereits 1825 mit einem ersten Abschnitt eröffnet, die Rue de Boulainvilliers 1828, der Hameau Boulainvilliers 1838 und die Rue des Marronniers von 1842 bis 1849.
Der Industrielle und Philanthrop David Singer (1778–1846) sowie der Autokonstrukteur Louis Mors (1855–1917), Inhaber von Automobiles Mors, erwarben große Teile davon.

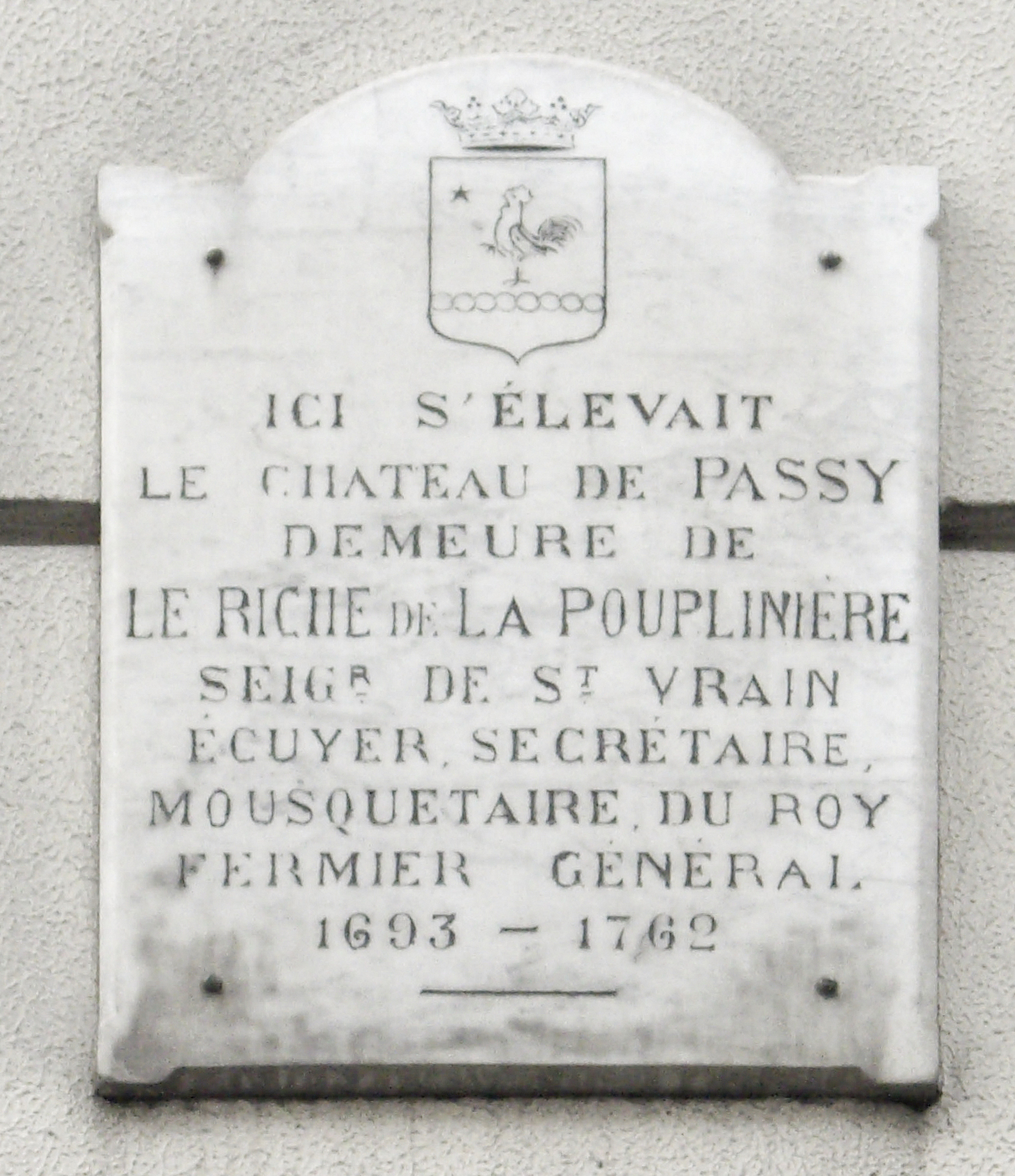
Plakette am Haus Rue des Marronniers 2
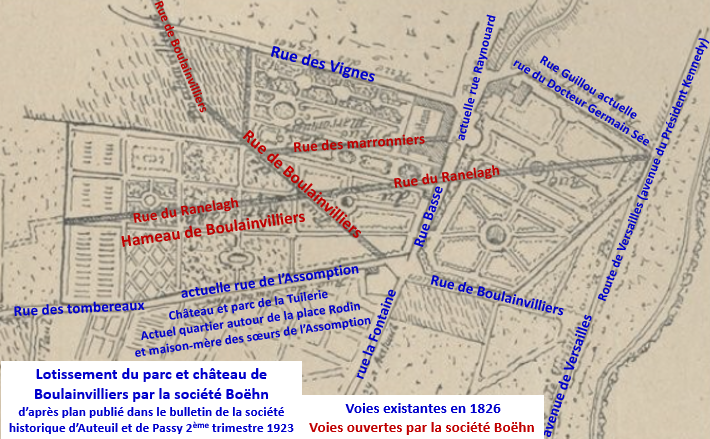
Siedlung Le Parc de Boulainvilliers